# Eviota rubrisparsa
Eviota rubrisparsa là một loài cá biển thuộc chi Eviota trong họ Cá bống trắng. Loài cá này được mô tả lần đầu tiên vào năm 2010.

## Từ nguyên
Từ rubrisparsa trong danh pháp của E. rubrisparsa được ghép từ 2 âm tiết trong tiếng Latinh: rubrum ("màu đỏ") và sparsus ("lắc rắc"), ám chỉ những chấm đỏ li ti rải rác trên thân của loài cá này.

## Phạm vi phân bố và môi trường sống
E. rubrisparsa có phạm vi phân bố chủ yếu ở Tây Thái Bình Dương. Chúng được tìm thấy ở vùng biển các đảo Flores, đảo Alor và Tây Papua (Indonesia); quần đảo D'Entrecasteaux và New Britain (Papua New Guinea); và quần đảo Solomon. Ngoài ra, ở phía tây, E. rubrisparsa được ghi nhận tại đảo Giáng Sinh (Đông Nam Ấn Độ Dương). Mẫu vật của E. rubrisparsa được thu thập gần các rạn san hô ở độ sâu khoảng từ 4 đến 28 m.

## Mô tả
Chiều dài cơ thể tối đa được ghi nhận ở E. rubrisparsa là 2 cm. Cơ thể trong mờ, có màu xám lốm đốm những chấm nhỏ màu đỏ. Một sọc bên dưới da có màu trắng, nằm phía trên cột sống, bị cắt đoạn bởi những vạch ngang màu đỏ. Một đốm màu đỏ cam trên nắp mang.
Số gai ở vây lưng: 7; Số tia vây ở vây lưng: 9 - 10; Số gai ở vây hậu môn: 1; Số tia vây ở vây hậu môn: 8 - 9; Số tia vây ở vây ngực: 16 - 19.